# ويليام ماسترز
ويليام ماسترز (بالإنجليزية: William H. Masters)‏ هو طبيب أمريكي، ولد في 27 ديسمبر 1915 في كليفلاند في الولايات المتحدة، وتوفي في 16 فبراير 2001 في توسان في الولايات المتحدة بسبب مرض باركنسون.

## وصلات خارجية
- ويليام ماسترز على موقع الموسوعة البريطانية (الإنجليزية)
- ويليام ماسترز على موقع إن إن دي بي (الإنجليزية)